# Acacia planifrons
Acacia planifrons är en ärtväxtart som beskrevs av Robert Wight och George Arnott Walker Arnott. Acacia planifrons ingår i släktet akacior, och familjen ärtväxter. Inga underarter finns listade i Catalogue of Life.